# Љубеља
Љубеља (слч. Ľubeľa) насељено је мјесто са административним статусом сеоске општине (слч. obec) у округу Липтовски Микулаш, у Жилинском крају, Словачка Република.

## Становништво
| Година:    | 1994. | 2004.   | 2014.   | 2024.   |
| ---------- | ----- | ------- | ------- | ------- |
| Број људи: | 1162  | 1088    | 1119    | 1192    |
| Разлика:   |       | -6,36 % | +2,84 % | +6,52 % |

| Година:    | 2023. | 2024. |
| ---------- | ----- | ----- |
| Број људи: | 1192  | 1192  |
| Разлика:   |       | +0 %  |

Према подацима о броју становника из 2011. године насеље је имало 1.129 становника.